# I Got That
I Got That – piosenka amerykańskiej raperki Amil, nagrana z gościnnym udziałem Beyoncé Knowles, która wówczas pozostawała członkinią grupy Destiny’s Child. 4 lipca 2000 roku wydana została jako drugi singel promujący album All Money Is Legal (A.M. I. L.). „I Got That” był pierwszym singlem, który Knowles nagrała jako indywidualna artystka, bez wsparcia pozostałych członkiń Destiny’s Child. Lirycznie i tematycznie utwór poświęcony jest kwestii empowermentu kobiet – jego myśl przewodnia mówi o tym, że niezależne kobiety nie potrzebują wsparcia finansowego ze strony mężczyzn.
„I Got That” został generalnie dobrze przyjęty przez krytyków muzycznych, którzy chwalili jego przekaz, a także zdolności raperskie Amil oraz wokal Knowles w refrenie. Mimo to, utwór nie odniósł komercyjnego sukcesu, docierając jedynie do 1. miejsca notowania Bubbling Under R&B/Hip-Hop Singles, które jest równoznaczne ze 101. pozycją listy Hot R&B/Hip-Hop Songs. Za reżyserię towarzyszącego mu wideoklipu odpowiadali Darren Grant i Jay-Z. W teledysku gościnnie pojawiła się raperka Eve. Wideoklip do „I Got That” przez dwa tygodnie pozostawał na liście najczęściej emitowanych teledysków na antenie stacji Black Entertainment Television (BET).

## Wydanie
„I Got That” został skomponowany przez Samuela Barnesa, Shawna Cartera, Makeda Davisa, LeShana Lewisa, Jeana Claude’a „Poke’a” Oliviera, Tamy’ego Smitha oraz A. Whiteheada. Gościnnie w piosence swojego wokalu użyczyła Beyoncé Knowles. Utwór wydany został na debiutanckim albumie studyjnym Amil, All Money Is Legal (2000), a 4 lipca 2000 roku ukazał się jako drugi singel promujący tę płytę w Stanach Zjednoczonych i Wielkiej Brytanii.

## Wideoklip
Wideoklip do „I Got That” został wyreżyserowany przez Jaya-Z oraz Darrena Granta, który wcześniej kilkakrotnie współpracował z Destiny’s Child, kręcąc teledyski m.in. do: „No, No, No Pt. 1 & 2” i „Bills, Bills, Bills”. W klipie gościnnie pojawiła się amerykańska raperka Eve.
Teledysk rozpoczyna się sceną, w której Knowles prowadzi konwersację z reżyserem na temat tego, co właśnie filmują, a także widokiem na Amil, która siedzi w biurze, ubrana w białe spodnium. Kolejne ujęcia ukazują Amil, która podąża ulicą, i mieszają się ze scenami, w których raperka prowadzi samochód, a jej pasażerką jest Knowles; obie udają się na zakupy do luksusowych butików. Następnie Amil, tym razem w różowym futrze, rapuje z przerwami na elementy choreografii tanecznej. Do Knowles i Amil dołącza później Eve, która w barze zamawia butelkę szampana. Wideoklip kończy się, gdy Amil odchodzi tą samą ulicą, która widziana była na początku teledysku.
W sierpniu 2000 roku wideoklip do „I Got That” przez dwa tygodnie pozostawał na liście najczęściej emitowanych teledysków na antenie stacji Black Entertainment Television (BET).

## Lista utworów
- Maxi singel[1][8]

1. „I Got That (edycja radiowa)” (feat. Beyoncé Knowles) – 3:21
2. „I Got That (wersja instrumentalna)” – 3:19

- Płyta gramofonowa[9]

1. „I Got That (edycja radiowa)” (feat. Beyoncé Knowles) – 3:21
2. „I Got That (wersja albumowa)” (feat. Beyoncé Knowles) – 3:19
3. „4 Da Fam (edycja radiowa)” (feat. Beanie Sigel, Jay-Z, Memphis Bleek) – 4:19
4. „4 Da Fam (wersja albumowa)” (feat. Beanie Sigel, Jay-Z, Memphis Bleek) – 6:52

## Autorzy
Autorzy utworu zaczerpnięci zostali z książeczki albumowej All Money Is Legal (A.M. I. L.).
| - Amil Whitehead – wokal, tekst - Beyoncé Knowles – wokal, wokal wspierający - Jean Claude „Poke” Olivier – tekst - Makeda Davis – tekst | - Samuel Barnes – tekst - Shawn Carter – tekst - Tamy Smith – tekst - Trackmasters – produkcja, miks |

## Pozycje na listach
| Lista (2000)                                      | Najwyższa pozycja |
| ------------------------------------------------- | ----------------- |
| U.S. Billboard Bubbling Under R&B/Hip-Hop Singles | 1                 |

## Daty wydania
| Państwo           | Format           | Data         | Wytwórnia               |
| ----------------- | ---------------- | ------------ | ----------------------- |
| Stany Zjednoczone | CD               | 4 lipca 2000 | Sony Music Distribution |
| Stany Zjednoczone | Płyta gramofnowa | 4 lipca 2000 | Sony Music Distribution |
| Wielka Brytania   |                  | 4 lipca 2000 | Sony Music Distribution |